# Квартяны
Квартя́ны (бел. Кварця́ны) — деревня в составе Паршинского сельсовета Горецкого района Могилёвской области Республики Беларусь.

## Население
- 1999 год — 92 человека
- 2010 год — 52 человека